# Умберліто Боржес
Умберліто Боржес Тейшейра (порт. Humberlito Borges Teixeira, нар. 5 жовтня 1980, Салвадор) — бразильський футболіст, нападник.
Переможець Ліги Пауліста. Володар Кубка Лібертадорес.

## Ігрова кар'єра
У дорослому футболі дебютував 2001 року виступами за команду клубу «Арапонгас», в якій протягом року взяв участь у 5 матчах чемпіонату.
Згодом з 2002 по 2012 рік грав у складі команд клубів «Інтер де Бебедоуро», «Жаталенсе», «Сан-Каетану», «Пайсанду» (Белен), «Уніон Сан-Жуан», «Парана», «Вегалта Сендай», «Сан-Паулу», «Греміу» та «Сантус».
Своєю грою за останню команду привернув увагу представників тренерського штабу клубу «Крузейру», до складу якого приєднався 2012 року. Відіграв за команду з Белу-Орізонті наступні три сезони своєї ігрової кар'єри. У складі «Крузейру» був одним з головних бомбардирів команди, маючи середню результативність на рівні 0,37 голу за гру першості.
Протягом 2015 років захищав кольори команди клубу «Понте-Прета».
2016 року грав за клуб «Атлетіко Мінейру».

## Досягнення

### Командні
- Переможець Ліги Пауліста:

«Сантус»: 2012
- Володар Кубка Лібертадорес:

«Сантус»: 2011

### Збірні
- Переможець Суперкласіко де лас Амерікас: 2011

### Особисті
- Найкращий бомбардир Ліги J2: 2006
- Найкращий бомбардир Бразильської Серії А: 2011